# Locris innominata
Locris innominata är en insektsart som beskrevs av Victor Lallemand 1929. Locris innominata ingår i släktet Locris och familjen spottstritar. Inga underarter finns listade i Catalogue of Life.